# یواس‌اس پیوریتن (آی‌دی-۲۲۲۲)
یواس‌اس پیوریتن (آی‌دی-۲۲۲۲) (به انگلیسی: USS Puritan (ID-2222)) یک کشتی بود که طول آن ۲۳۳ فوت (۷۱ متر) بود. این کشتی در سال ۱۹۰۱ ساخته شد.